# Germantown (Ohio)
Germantown és una població dels Estats Units a l'estat d'Ohio. Segons el cens del 2000 tenia 4.884 habitants.

## Demografia
Segons el cens del 2000, Germantown tenia 4.884 habitants. La densitat de població era de 525,6 habitants per km².
Per edats la població es repartia de la següent manera: un 27,1% tenia menys de 18 anys, un 7,4% entre 18 i 24, un 29,6% entre 25 i 44, un 23,4% de 45 a 60 i un 12,5% 65 anys o més.
L'edat mediana era de 37 anys. Per cada 100 dones de 18 o més anys hi havia 92,5 homes.
La renda mediana per habitatge era de 47.179 $ i la renda mediana per família de 54.617 $. Els homes tenien una renda mediana de 40.156 $ mentre que les dones 28.622 $. La renda per capita de la població era de 23.287 $. Aproximadament el 4% de les famílies i el 5,8% de la població estaven per davall del llindar de pobresa.

## Poblacions més properes
El següent diagrama mostra les poblacions més properes.